# Saint-Vincent-de-Mercuze
Saint-Vincent-de-Mercuze is een gemeente in het Franse departement Isère (regio Auvergne-Rhône-Alpes). De gemeente maakt deel uit van het arrondissement Grenoble. Saint-Vincent-de-Mercuze telde op 1 januari 2022 1.520 inwoners. 

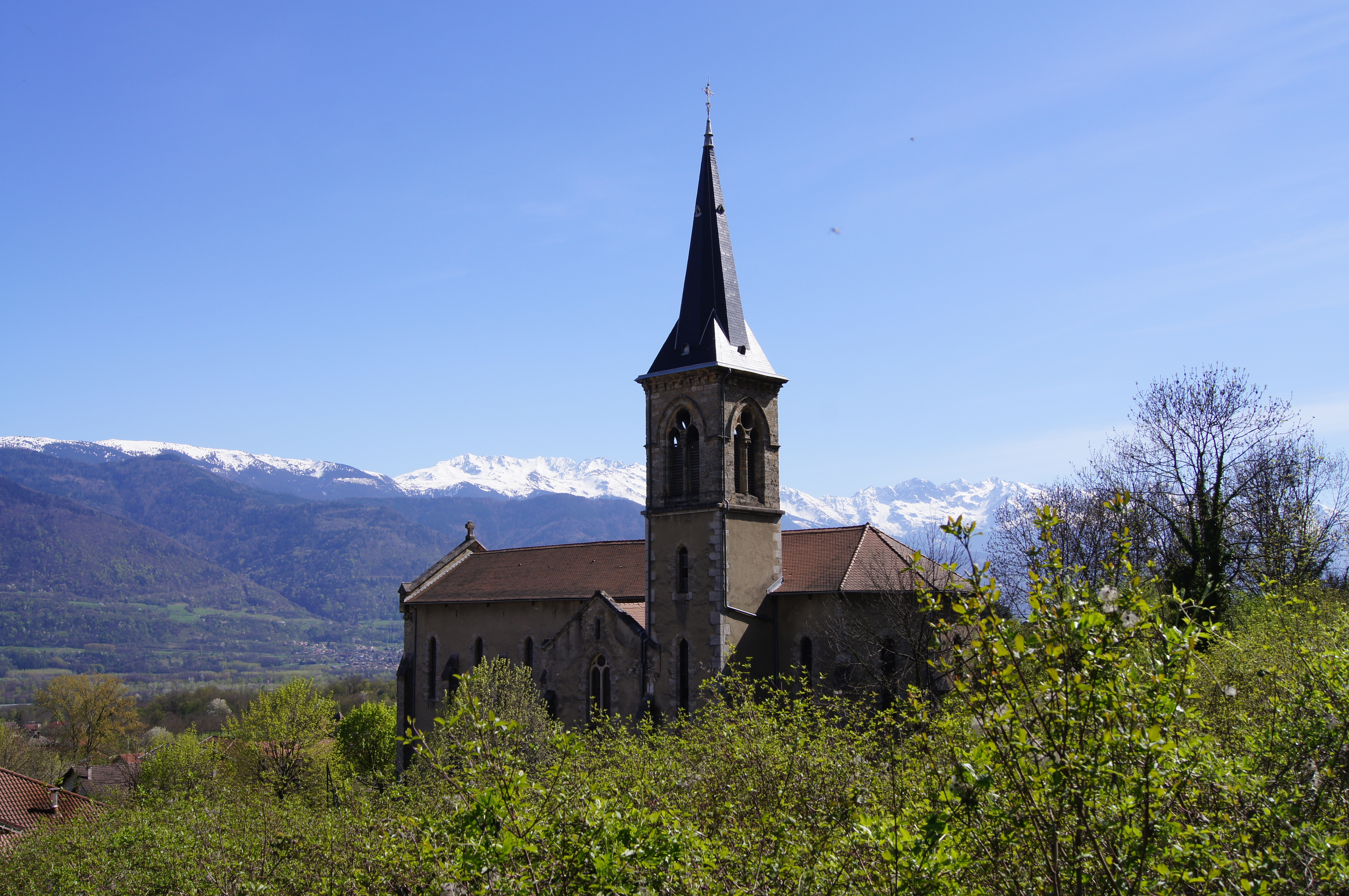
Kerk van Saint-Vincent-de-Mercuze
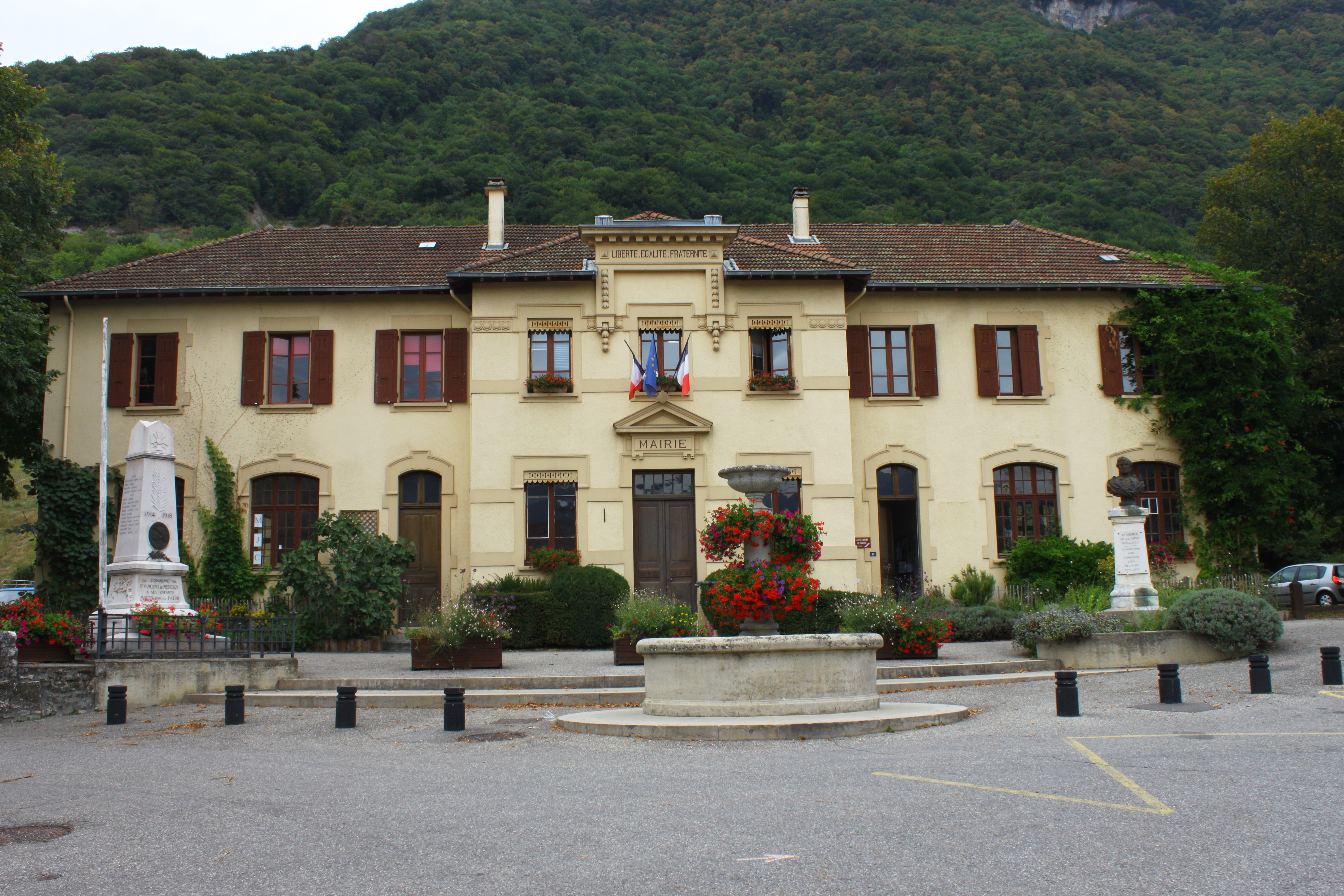
Gemeentehuis

## Geografie
De oppervlakte van Saint-Vincent-de-Mercuze bedroeg op 1 januari 2022 7,85 vierkante kilometer; de bevolkingsdichtheid was toen 193,6 inwoners per km². De gemeente ligt op de rechteroever van de Isère, aan de oostelijke flank van de Chartreuse, een bergmassief in de Franse Voor-Alpen. Aan de overkant ligt Le Cheylas.

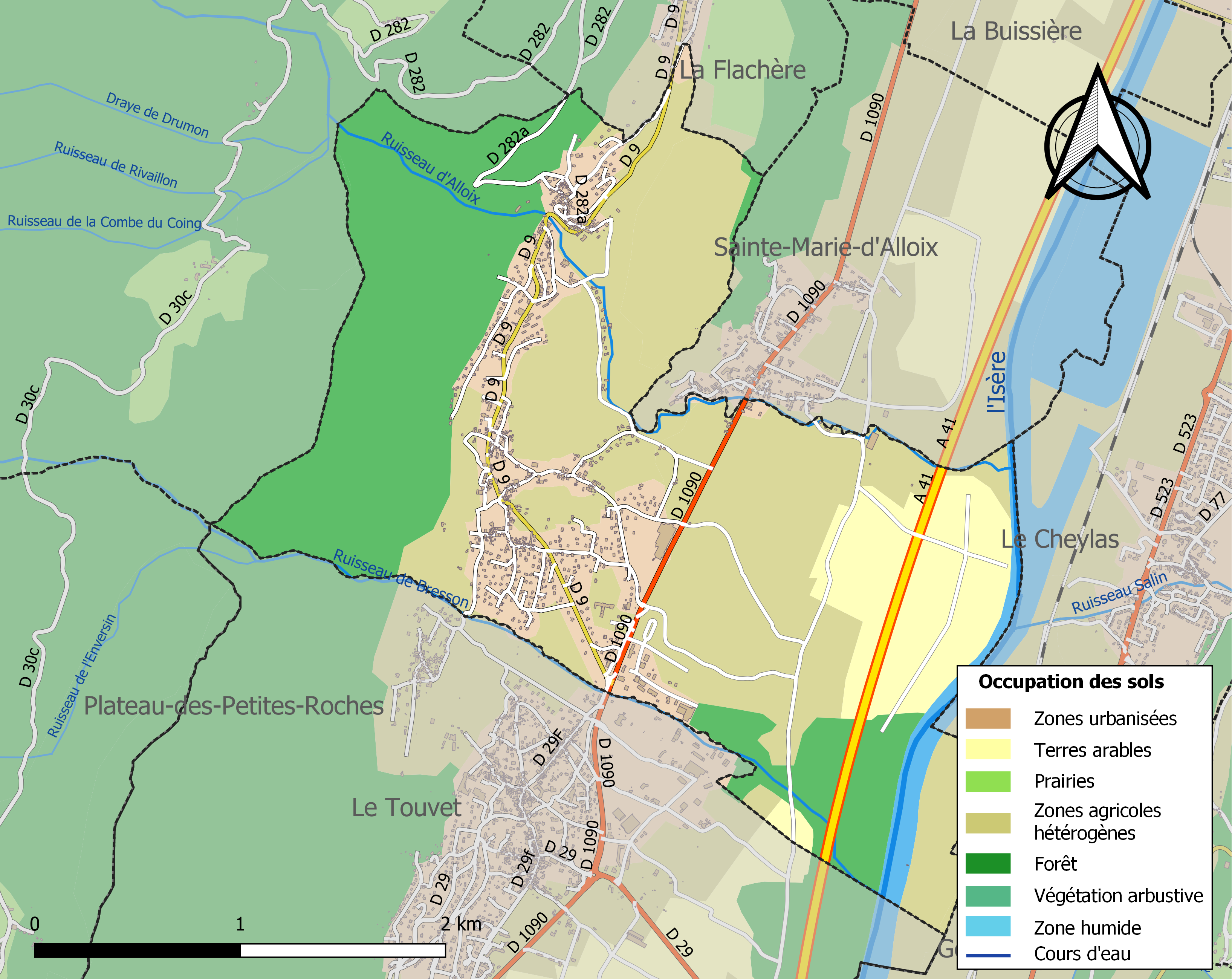
Kaart van de gemeente met de belangrijkste infrastructuur, bodemgebruik en omliggende gemeenten

## Demografie
Onderstaande figuur toont het verloop van het inwonertal (bron: INSEE-tellingen).